# Lientuto
Lientuto (Leintutu, Liantutun, Lihentutu)  ist eine osttimoresische Aldeia im Suco Aituto (Verwaltungsamt Maubisse, Gemeinde Ainaro). 2015 lebten in der Aldeia 966 Menschen.

## Geographie und Einrichtungen

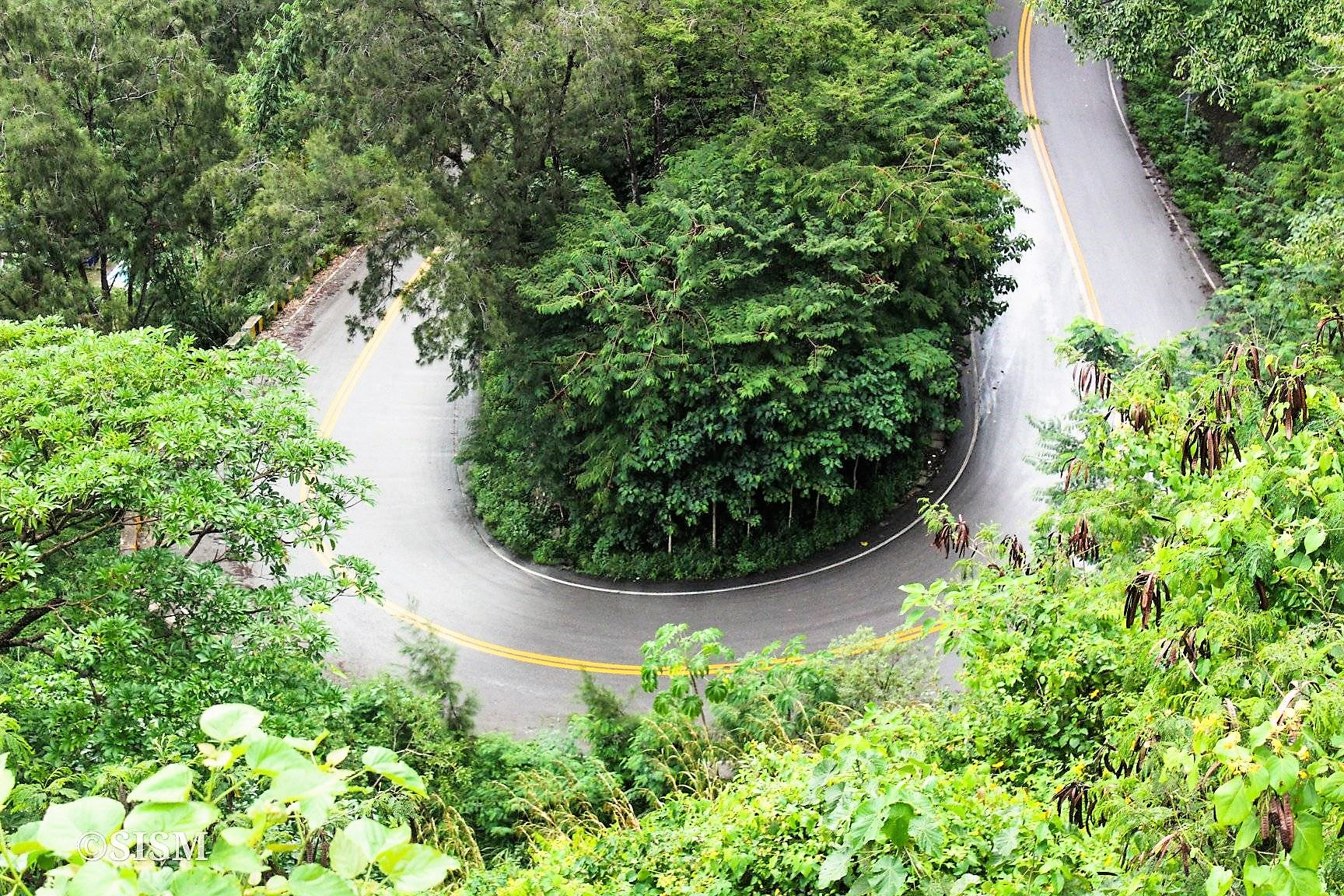
Haarnadelkurve im Südwesten von Lientuto

Die Aldeia Lientuto liegt im Westen des Sucos Aituto. Nördlich befinden sich die Aldeias Aihou und Russulau, östlich die Aldeia Airaca-Lau und südöstlich die Aldeia Betulala. Im Südwesten grenzt Lientuto an das Verwaltungsamt Hatu-Builico mit seinem Suco Mulo. Nur der Süden von Lientuto liegt unterhalb einer Meereshöhe von über 1500 m. Im Nordwesten steigt der Berg Aituto auf bis zu 2008 m an seinem Gipfel an der Grenze zu Aihou. Hier befindet sich ein Heiligtum mit einem Gipfelkreuz (auch Golgata Fleixa genannt).
Südlich des Berges verläuft die Überlandstraße von Maubisse nach Ainaro über den Fleixa-Pass. Im Norden von Lientuto liegt an der Überlandstraße das Zentrum des Dorfes Lientuto, dessen Gebäude keine geschlossene Siedlung bilden, sondern sich verstreut entlang der Straßen nach Maubisse und nach Südosten nach Same verteilen. Beim Ortszentrum befinden sich der Sitz des Sucos, die katholische Kirche von Aituto, die Grundschule Fleixa und der Friedhof von Aituto.
An der Grenze zu Mulo fließt ein kleiner Quellfluss des Beluliks. Hier befindet sich der Wasserfall von Aituto, der sich in den Ponor Ersalibuti ergießt. In der Nähe liegt n der Straße der Ort Era Leso.

## Geschichte
Ende Januar 1976 kämpften die indonesischen Invasoren und der osttimoresische Widerstand der FRETILIN um die Kontrolle der wichtigen Verbindungsstraße über den Fleixa-Pass. Erst am 23. Februar konnten die Indonesier schließlich die Stadt Ainaro südlich des Passes erreichen.